# Karl Halvor Teigen
Karl Halvor Teigen född 1941, är en norsk professor i psykologi vid Universitetet i Oslo.
Teigen har publicerat ett flertal artiklar i internationella tidskrifter, och dessutom flera fackböcker. Under pseudonymen Joachim Aremk är han också skönlitterär författare, och mottog Tarjei Vesaas debutantpris 1970 för Tapetdører. Mellan 1999 och 2001 var Teigen president i European Association for Decision Making. Han är son till konstnären Per Teigen.